# Jacob Adriaan Frederik Lodewijk van Heeckeren
Jacob Adriaan Frederik Lodewijk baron van Heeckeren (Zutphen, 24 november 1827 − Meerssen, 9 augustus 1887) was een Nederlands publicist.

## Biografie
Van Heeckeren, telg uit het oud-adellijke geslacht Van Heeckeren, was een zoon van rechter mr. Adolf Jacob Hendrik Willem baron van Heeckeren, heer van Nettelhorst en Batinge (1784-1857) en Adriana Luthela Agnes Lubbertina barones van Heeckeren (1787-1866). Hij trouwde in 1869 met de uit Meerssen afkomstige Cornelia Sara Geertruida Jonckers (1830-1916); dit huwelijk bleef kinderloos.
Van Heeckeren werd ontvanger, later inspecteur en directeur der registratie en domeinen, laatstelijk te Maastricht. Buiten die functie hield hij zich ook bezig met historische, juridische en vooral letterkundige onderwerpen, met name over de oude Hollandse schrijvers. In de 20e eeuw werd hij als verdediger van bijvoorbeeld Jacob Cats genoemd. Behalve zelfstandige publicaties schreef hij voor tijdschriften, zoals De Gids en almanakken, zoals de Utrechtsche. Enkele van zijn stukken verschenen postuum. Hij was lid van het Utrechts Historisch genootschap. Hij overleed in Limburg op 59-jarige leeftijd; zijn weduwe overleefde hem bijna dertig jaar.